# 오노구르족
오노구르족(Onoghur) 또는 오구르족(Oghur)은 서기 5~7세기에 폰토스-카스피 스텝과 볼가 지방에서 번성했던 튀르크계 유목 기마민족 집단이다. 오노구르(Onoğur)라는 이름은 "10개의 오구르 (부족)"이라는 의미의 On-Oğur에서 유래했을 것으로 추정된다.

## 역사
오노구르족은 아시아 내륙 지방에서 일어난 대이주 동안 폰토스-카스피 스텝 지역에 유입된 최초의 튀르크계 부족 중 하나이다.
동로마의 역사가 프리스쿠스가 기록한 바에 따르면 436년에 훈족의 왕 에르나크가 콘스탄티노플의 황제에게 사라구르, 오구르, 오노구르의 대표자를 보내 이들이 아시아 내륙에서 아바르족의 공격을 받은 사비르족에 의해 고향에서 쫓겨났다고 전했다. 이것은 오노구르족이 동쪽의 철륵이나 정령과 같은 집단과 연관이 있음을 시사한다. 6세기에 메난데르 프로텍토르는 오노구르의 지도자가 쿠반강에서 돈강 하류에 이르기까지 투르크족의 야브구 카간으로서 지위를 가지고 있다고 쓰고 있다.
6세기 후반 카르파티아 분지에 아바르 칸국이 세워진 이후 동쪽에서 유입된 여러 민족이 유입되어 이곳에 정착했는데, 670년경 도착한 오노구르족이 그 중 하나이다. 822년경 아바르 칸국이 붕괴되고 알모스와 그 아들 아르파드가 카르파티아 분지를 정복한 이후 이 지역의 오노구르족은 카바르족, 아바르족처럼 헝가리인에 동화되었을 것이다. 헝가리인(자칭 마자르인)의 외부 명칭인 "헝가리"라는 이름은 보통 "오노구르"에서 유래한 것으로 여겨진다.
한편 스텝 지역에서는 632년 쿠브라트가 오노구르족을 규합하여 고대 대불가리아를 세웠는데, 8세기부터 불가르족이 오노구르족의 일파로서 비잔틴 기록에 등장한다. 오노구르-불가르족은 서기 7세기에 볼가강 유역에 정착했고 922년 아흐마드 이븐 파들란이 선교 활동을 하던 시기에는 이슬람으로 개종하였다. 1223~1236년 바투 칸의 침공 이후 볼가 불가리아는 킵차크 칸국에 합병되었고, 불가르족은 킵차크와 섞여 타타르족의 조상 중 하나가 되었다. 중세 볼가 불가리아어의 유일하게 살아남은 변종은 추바시어이다.

## 같이 보기
- 오구르어파